# 代替進化

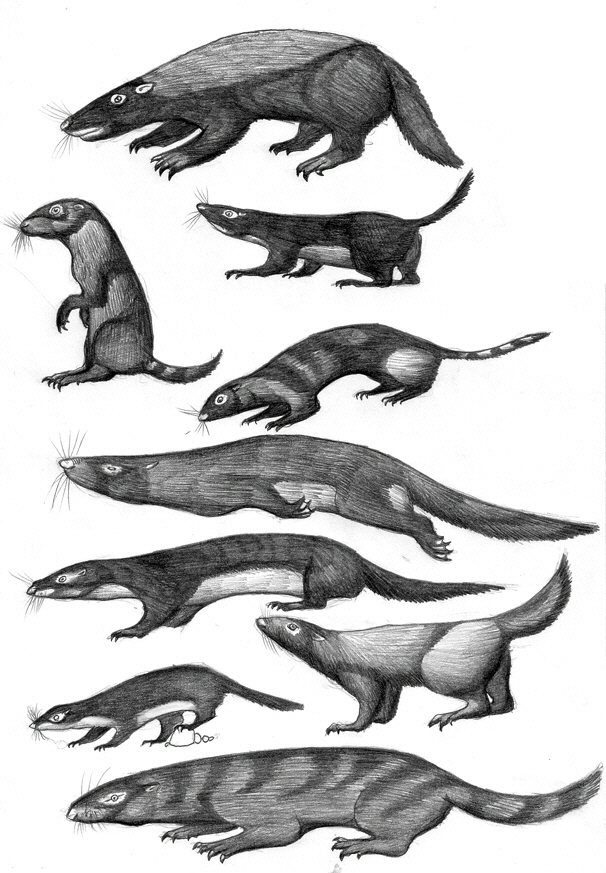
思弁動物学では先史時代の動物を進化的文脈で観察できる。Speculative Dinosaur Project は哺乳類・有鱗目・ワニ形上目・恐竜に大きく焦点を当てている。図は後獣下綱の有袋類が我々の世界のイタチ科に収斂したもの。

代替進化（だいたいしんか、Alternative evolution）は、歴史改変SFのように、過去に起こり得た代替シナリオに沿って生物の進化や生態系を描いた、思弁進化の1ジャンル。主なものに非鳥類型恐竜の現代までの生存がある。大抵の場合人間は代替進化において想定される世界には関与しておらず、往々にして非人間中心主義的な特徴を持つ。
少なくともアーサー・コナン・ドイルの1912年の小説『失われた世界』に始まり、人間の時代まで恐竜が生き残っているという設定は、数多くのSF作品のプロットとして適用されてきた。完全に立派な代替生態系を探検するというアイディアはドゥーガル・ディクソンによる1988年の著書『新恐竜』で真の始まりを迎えて発達を遂げた。『新恐竜』では、恐竜は過去6600万年間で多かれ少なかれ変化しないまま生き延びた既知のはぐれ者としてではなく、白亜紀以降も進化を続けた多様性に富む動物として描かれている。ディクソンの『新恐竜』のイマジネーションの流れを汲むようにして、現在ではほぼ立ち消えてしまったものの、オンラインプロジェクトである Speculative Dinosaur Project が動物学的に世界を構築する伝統を継承している。
1988年以降、代替進化は幾度か大衆文化にも姿を現わしている。2005年の映画『キング・コング』の生物は現実の動物の架空の子孫であり、髑髏島には恐竜やその他先史時代の動物相が生息していた。ドゥーガル・ディクソンの作品にインスパイアされ、デザイナーたちは6500万年以上におよぶ孤立した進化を恐竜たちがどのように遂げたかを想像した。映画のコンセプト・アートは図書 The World of Kong: A Natural History of Skull Island（2005年）として出版された。動物学的見地から映画の世界が探索され、髑髏島は太古のゴンドワナ大陸の断片として描写された。侵食される島に生息する先史時代の生物は悪夢の動物 ("menagerie of nightmares") に形容される生物へ進化を遂げた。
ドラゴンの仮説的自然史は思弁動物学において人気のあるテーマであり、ピーター・ディクソンの著書 The Flight of Dragons（1979年）やモキュメンタリー『ドラゴンズワールド』（2004年）、Dragonologyシリーズがある。